# Philip Don
Philip Don (Sheffield, 10 marzo 1952) è un ex arbitro di calcio inglese.

## Biografia
In ambito nazionale ha diretto le finali di FA Cup 1991-1992 e di Football League Cup nel 1995. Promosso nella massima categoria arbitrale inglese solo nel 1991, già l'anno successivo è nominato internazionale. A livello internazionale è stato convocato per il torneo calcistico all'Olimpiade di Barcellona nel 1992, e poi soprattutto la finale di Coppa dei Campioni 1993-1994 tra Milan e Barcellona: quest'ultima designazione arriva in seconda battuta, dopo che il fischietto inizialmente prescelto dall'UEFA (l'olandese John Blankenstein) era stato ricusato dai milanisti, poiché olandese come alcuni giocatori, ed il tecnico, del club spagnolo. È stato inoltre selezionato per il Campionato mondiale di calcio 1994, arbitrando le partite Arabia Saudita-Marocco, durante il primo turno, e il quarto di finale Romania-Svezia. Nel 1995 si ritira dall'attività agonistica e inizia subito la carriera dirigenziale all'interno della Federazione, che lo avrebbe portato, nel 1999, ad essere indicato come manager dei direttori di gara di Premier League. Viene poi sostituito in questo incarico nel 2004 da Keith Hackett.